# Евтерпа
Евтерпа („увеселяваща“) в древногръцката митология е муза на музиката. В по-късен период е считана за покровителка на лиричната поезия и е изобразявана с флейта. Според някои тя е измислила двойната флейта. Неин син от речния бог Стримон е Рез, който по-късно е убит от Диомед в Троя според Омировата Илиада.
Името ѝ идва от гръцкото eu (добре) и τέρπ-εω (доставям удоволствие)